# 三遊亭圓太
三遊亭 圓太（さんゆうてい えんた）は、落語の名跡。過去に六人確認されている、三遊派の前座名の一つ。初代三遊亭圓生の門人の初代古今亭志ん生が名乗った経緯もある由緒ある名前。
- 初代三遊亭圓太 - 後∶初代古今亭志ん生
- 二代目三遊亭圓太 - 後∶初代三遊亭新朝
- 三代目三遊亭圓太 - 『文之助系図』に四代目三遊亭圓生の門人に生太郎から南生後に圓太となる人物が掲載されている。『三遊社一覧』（1894年）にも圓太が見えるのも同一人物。本名：矢本 積善。
- 四代目橘家圓太 - 後∶三遊亭圓玉
- 五代目三遊亭圓太 - 後∶柳家小蝶

三遊亭 圓太（さんゆうてい えんた、1932年9月25日 - 2023年9月25日）は、群馬県新田郡笠懸村（現・みどり市）出身の落語家。落語芸術協会所属（会友）。本名∶藤生 進。出囃子は『草津節』。

## 経歴
- 1956年2月 - 四代目三遊亭圓馬に入門、「新馬」を名乗る。
- 1959年10月 - 二ツ目昇進、「圓太」を襲名。
- 1973年10月 - 春風亭栄橋と共に真打昇進。
- 1995年頃より病気のため高座を退いていたが、2023年12月に死去が判明した。91歳没[2][3]。2024年3月の落語芸術協会プロフィールの更新により、2023年9月25日に死去したとされる[1]。

## 人物
- 落語よりも色物として「南京玉簾」、「影絵」等をやっていた。
- 1985年の段階で「副業が忙しく」寄席への出演機会が少なかったとされる[4]。三河島で「季節料理、おにぎりの店 円太」を経営していたが[3]、病気のため妻が切り盛りしていた。
- 2020年の落語芸術協会内の香盤の整理により、通常の香盤から外れて「会友」に移行している。